# 조진
조진(曹眞, ? ~ 231년)은 중국 삼국시대 조위의 무장으로 자는 자단(子丹)이다. 제갈량의 북벌을 방어하였고, 공이 높으면서도 덕장이란 평을 받았다. 조비가 죽을 때 진군, 사마의, 조휴와 함께 고명대신으로 임명되었다. 소설 《삼국지연의》에서는 제갈량에게 연거푸 지고 군공은 사마의가 가져가는 것으로 각색되었다.

## 생애

### 조조의 양육
조조의 족자(族子)이다. 어려서 아버지 조소 가 도망자가 된 조조를 위해 희생하고 그의 어머니까지 자살하면서 고아가 되었다. 조조가 가여이 여겨 거두어서 자식 조비 등과 같이 길렀다. 자주 사냥을 다녀 활로 호랑이를 잡기도 했다. 조조가 그 용맹함을 장하게 여겨 호표기를 거느리게 했다. 영구현(靈丘縣)에서의 난을 진압하여 영수정후(靈壽亭侯)에 봉해졌다.
217년(건안 22년) 장비와 마초가 무도군(武都郡) 하변현(下辯縣)으로 오니 조홍 밑에서 편장군(偏將軍)으로 종군하여 218년 오란, 뇌동을 격파하는 데 공을 세우고 중견장군(中堅―)으로 승진하였다. 유비가 한중으로 쳐들어와 조조가 친히 맞설 때 중령군(中領軍)으로서 수행하였다. 219년 정군산(定軍山)에서 하후연이 황충에게 죽자 정촉호군(征蜀護軍)이 되었다. 서황 등을 지휘하여 고상을 이기기도 했지만 결국 조조가 한중을 포기하고 물러나면서 무도에 있던 조홍을 맞이하고 진창(陳倉)에 주둔하였다.

### 위나라의 중진
220년(연강 원년) 조비가 왕위에 오르자 진서장군(鎭西―), 가절(假節), 도독옹양주제군사(都督雍凉州諸軍事)에 임명되고 동향후(東鄕侯)에 봉해졌다. 5월(음력) 주천군에서 황화(黃華), 장액군에서 장진(張進) 등이 반란을 일으켜 금성 태수(金城―) 소칙이 토벌하는 것을 비요를 보내 도왔다. 장합과 함께 안정(安定)의 노수호(盧水胡)와 동강(東羌)을 정벌하였다.
222년(황초 3년) 조비가 남정을 개시하면서 상군대장군(上軍―), 가절월(加節鉞), 도독중외제군사(都督中外―)에 임명되어 하후상, 장합 등과 남군으로 진격하였다. 강릉(江陵)은 주연이 지키고 있었으며 손성(孫盛), 제갈근, 양찬(楊粲), 반장이 원군으로 달려왔다. 손성은 장합이, 제갈근은 하후상이 쫓아내고 강릉 주변을 점령하였다. 반장과 제갈근 등은 위군의 기세에 접근하지 못하고 멀찍이 주둔하였다.
오직 강릉성만이 고립된 채 항전하므로 조진은 흙산을 쌓고 땅굴을 파고 누로를 세워 성에 바짝 붙어서 화살을 비 오듯 쏘아댔다. 성안의 병사들은 대부분 질병을 앓아 싸울 수 있는 자가 5,000명밖에 안됐음에도 끈질기게 버텼고 역습을 해와 진지를 부수기도 하였다. 강릉현령 요태(姚泰)는 줄어드는 군사와 식량에 내통해왔지만 주연에게 발각되어 죽었다. 강릉을 포위한 지 6달이 지난 223년 3월(음력) 강물이 차올라 반장과 제갈근이 공격할 움직임을 보이고 전염병까지 겹쳐 철수하였다.
중군대장군(中軍―)에 급사중(給事中)을 겸했다. 226년 문제가 임종에 이르러 진군, 조휴, 사마의와 함께 그 유조를 받았다. 명제가 즉위하며 소릉후(邵陵侯)에 봉해지고 12월(음력) 대장군에 올랐다.

### 제갈량의 북벌 저지
228년(태화 2년) 제갈량이 처음으로 북상하니 안정, 남안(南安), 천수(天水) 3군이 촉나라에 호응하였다. 명제는 조진에게는 관서(關西)의 군대를 맡겨 미현(郿縣)에 주둔케 하고, 장합은 가정(街亭)으로 나아가게 했다. 제갈량은 야곡도(斜谷道)로 간다고 소문을 내고 위군의 주력을 붙잡아둘 미끼로 조운과 등지를 기곡(箕谷)으로 보낸 후 자신은 기산(祁山)으로 진출하였다. 조진이 조운과 등지를 격퇴하고 장합이 가정 전투에서 마속을 깨트림으로써 제갈량을 물러나게 했다. 촉나라에 호응하여 월지성(月支城)에서 농성하고 있던 안정의 주민 양조(楊條)도 직접 쳐서 항복을 받아내 3군을 다시 평정했다.
기산 루트가 공고해졌으므로 제갈량이 다음에는 반드시 진창 쪽으로 올 것이라 여기고 학소와 왕생(王生)으로 하여금 대비하게 했다. 12월(음력) 과연 제갈량이 출진하여 진창을 포위하기에 비요 등을 원군으로 보냈다. 229년 봄 진창은 이미 방비가 철저했을 뿐더러 학소가 20여 일을 완강히 버텨내 제갈량은 공성을 중단하고 퇴각하였다. 조진은 이 공으로 식읍이 늘어나 모두 2,900호가 되었다.

### 촉한을 공격한다
230년 대사마까지 올라 낙양으로 불려갔고 칼을 찬 채 전각에 오르거나[劍履上殿] 입조할 때 종종걸음을 안 해도 되는[入朝不趨] 특권을 부여받았다. 이 해 촉한을 여러 길을 따라 칠 것을 명제에게 권하여 그 전송을 받으며 군을 일으켰다. 8월(음력) 조진은 장안을 출발하여 자오도(子午道)를 따라 남쪽으로 갔고, 사마의는 한수를 거슬러 올라와 남정(南鄭)에서 만나기로 하였다. 야곡도와 무위 방면에서도 군이 움직였고 장합 이 참여하였다. 그러나 큰 비가 30여 일 내리고 잔도(棧道)도 끊어져 회군했다.
병이 들어 낙양으로 돌아오자 명제가 친히 찾아가 그 병세를 살폈다. 231년 3월 결국 죽어서 시호는 원후(元侯)라 하고 아들 조상이 후사를 이었다. 다른 아들인 조희, 조훈(曹訓), 조칙(曹訓), 조언(曹彥), 조애(曹皚)도 열후에 봉해졌다.

## 외모
뚱뚱했다. 이와 관련한 일화가 있다. 224년 하북에 있던 오질이 황제를 보러 와서 조비가 연회를 열어주었다. 한창 취기가 오르니 오질이 광대로 하여금 조진이 뚱뚱하다며 놀리게 하였다. 조진이 수치스러워 화를 내자 조홍과 왕충마저 오질 편을 들며 살을 빼라고 하였다. 화가 머리끝까지 난 조진이 칼을 빼 들고 욕하며 광대를 죽이겠다고 하였다. 오질도 칼을 어루만지며 말하였다. “너는 상 위의 고기도 썰지 못한다. 나는 너를 삼켜도 목구멍도 안 떨리고 너를 씹어도 이 하나 흔들리지 않는다. 감히 세를 믿고 교만하게 구느냐?” 보다 못한 주삭이 “폐하께서는 우리더러 경을 즐겁게 하길 바랐을 뿐인데 어떻게 이렇게까지 하시오?!”라고 외쳤다. 오질이 되려 주삭까지 꾸짖으니 주삭 역시 분노를 참지 못하고 칼을 자리에 찍었다. 결국 연회는 결딴나고 말았다.

## 성품과 평가
조진과 같이 젊을 적부터 조조를 섬기던 일족 조준(曹遵)과 동향 사람 주찬(朱讚)이 일찍 죽었다. 조진은 이를 불쌍히 여겨 자신의 식읍 중 일부를 둘의 아들에게 나누어 줄 것을 청했다. 조예는 ‘조진이 숙향의 인(仁)과 안영의 사람을 대하는 마음가짐을 모두 가지고 있다’ 며 그 아들들을 관내후에 봉하고 식읍 100호를 나누어주었다. 한편 출정할 때마다 장병들과 노고를 함께하고 줄 상이 부족하면 집안의 재산을 나누어 주었으므로 사졸들은 모두 조진을 따르기를 원했다.
사후 조예는 조진을 추념하며 “충절을 행하여 할아버지와 아버지를 보필했으며 안으로는 종친임을 빙자하지 않고 밖으로는 가난한 선비들을 경시하지 않았다. 행동을 조심히 하고 큰 공로가 있으면서도 겸손했으니 가히 덕이 있는 자라 할 수 있다”고 하였다.

## 삼국지연의
사서가 아닌 소설 《삼국지연의》에서는 조비가 남정을 개시할 때 첫등장한다. 주연은 이릉 대전에서 조운에게 전사 처리되었기 때문에 육손과 제갈근의 복병에 패한 것으로 하였다. 제갈량이 북벌을 시작하자 먼저 자원했다 깨진 하후무를 대신하여 맞서지만 패한다. 서강까지 끌어들이나 또 패하고 조정에 도움을 요청한다. 사마의가 와서 가정에서 마속을 격파함으로써 제갈량을 퇴각시킨다. 사마의가 학소로 하여금 진창을 방비하도록 한다. 제갈량이 진창으로 진군하니 조진이 자원해서 그 원군으로 가지만 또 패한다. 학소가 진창은 지켜냈기에 제갈량이 보급 곤란으로 물러가는 와중에도 조진에게 큰 피해를 입힌다. 조진이 의욕적으로 행한 남정은 큰 비를 만나 무위가 되버린다.
사마의가 제갈량이 기산으로 올 것이라며 막자고 하는데 그럴 리가 없다고 자신한다. 사마의가 내기까지 걸어오니 응하여 각자 다른 길목을 막지만 방심한다. 제갈량의 급습에 또 패하고 죽을 뻔한 것을 사마의가 구해준데다 내기는 잊고 한마음으로 나라를 위하자는 말에 몹시 부끄러워 병이 난다. 제갈량의 조롱하는 편지를 받고 한스러운 마음이 가슴에 가득 차 죽는다.

## 가계
- 아버지 : 조소
  - 본인 : 조진
    - 장남 : 조상
    - 차남 : 조희
    - 삼남 : 조훈
    - 사남 : 조칙
    - 오남 : 조언
    - 육남 : 조애

  - 동생 : 조빈(曹彬) - 조비 때 열후에 봉해졌다.

## 관련 작품
- 《삼국》, 중국 CCTV, 2010년, 배우 : 자오진(중국어 간체자: 赵晋, 정체자: 趙晉, 조진)

## 같이 보기
- 삼국지 인물 목록

## 참고 문헌
- 《삼국지》9권 위서 제9 조진

| 전임 조휴 | 조위의 대사마 230년 ~ 231년 | 후임 공손연 |

| 전임 손권 | 조위의 대장군 226년 ~ 230년 | 후임 사마의 |